# 鈴木慎一郎
鈴木慎一郎（すずき しんいちろう、2月2日 - ）は、日本の音楽プロデューサー、ソングライター、デザイナー、ギタリスト、ボーカリスト。東京都出身。B型。

## 概要
音楽事務所パブリック・イメージ、エステー企画に10代で実力が認められ、1995年BMGビクターよりソロデビュー。アルバム2枚、シングル4枚を発表。その後CRAZEへボーカルとして加入するが、既に人気を確立していたバンド活動の中で、自らの力で同じ場所に辿り着いてみたいという思いから1年半でCRAZE脱退。2001年ソロプロジェクトBLOOD始動。日本クラウンよりシングル「LOST」でデビュー、アルバム「NOISES」をリリース。その後は自身のレーベルを立ち上げ、当初からすべての作品は本人を含めたレーベルスタッフで徹底管理され、包装、発送まで行われており、その姿勢は現在も一貫している。トップとして運営に携わる傍ら、プロデュース作品として100タイトルをリリース。そのほとんどが完売となった。自身のデザインによるアルバムジャケットも多く、グッズデザインなども手掛けた。
2002年頃よりアーティストとしての活動と並行して、音楽プロデューサー、作詞家、作曲家としての活動も開始する。
2008年、マーティ・フリードマンとの日米合作ユニット企画LOVEFIXERでavex traxよりシングル「夜光」をリリース。映画「トワイライトシンドローム」の主題歌を担当した。また、マーティと共に楽曲提供した、パチンコCR蒼天の拳主題歌「牙」は、世界的ロックスターアンドリューWKが歌い、話題となる。2009年、avexよりリリースされた1990年代ヒットJ-ROCKカバーアルバム「俺歌」をリリース。JROCKのヒット曲を歌い上げた。
楽曲制作者としては、メロディーメーカーとしての手腕を発揮し、ROCKからPOP、R&Bまで制作。アーティストプロデュースや作詞家、作曲家としての楽曲提供を行うなど活動は多岐にわたる。
他アーティストのプロデューサーとしての活動も活発で、松田樹利亜や、ティーンズアイドルグループWhoop!e whoop!eなどの音楽プロデュースのほか、世界を視野に入れ活動するゴシックメタルユニットBrilliant Kingdomなどに楽曲提供も行う。
2017年、映画「女囚さそり」などで世界にもファンの多い、梶芽衣子の音楽活動復帰シングル「凛」の全プロデュースを行う。続けて2018年3月、梶の43年ぶりとなるフルアルバム「追憶」の楽曲プロデュースを行った。同年4月に行われたリリース記念コンサートもプロデュースを担った。
2018年5月にリリースされた杉山清貴の35周年アルバムに楽曲提供。
2018年刀剣乱舞で人気の2.5次元俳優 崎山つばさに楽曲提供。
2020年５月13日発売の杉山清貴オリジナルアルバム３部作のラストを飾る「Rainbow Planet」に楽曲「二人の色彩」「暗闇を照らす微笑み」の二曲を提供し、「Fall in you」では歌詞の提供。
2025年3月26日発売の梶芽衣子60周年記念アルバム「セッテロッソ」サウンドプロデュース。

## 略歴
1995年
- BMGビクターより法城慎一郎の名前でデビュー

1997年
- インディーズでロックバンドDEALを結成

1999年
- ロックバンドCRAZEへボーカルとして加入

2001年
- ソロプロジェクト「BLOOD」始動

2002年
- 日本クラウンからシングル、アルバムをリリース
- 松田樹利亜のプロデュース開始

2003年
- 自身のレーベル「NO GIMMICK」を立ち上げ、インディーズで活動を再開
- heath（X JAPAN）とRATSを結成

2007年
- LUNA SEAのカバーアルバムLUNA SEA MEMORIAL COVER ALBUM -Re:birth-に、Marty Friedman VS LEGEND feat.SHINICHIRO SUZUKIの名義で参加

2008年
- マーティ・フリードマンとLOVEFIXER結成

2009年
- 「俺歌」/ N.O.-SYO feat.SIN リリース
- Harmony 「JumP!」（2009年フリースタイルスキー世界選手権 応援ソング）サウンドプロデュース

2010年
- MARTY FRIEDMAN feat. ANDREW W.K. シングル 「牙」歌詞提供

2013年
- BURNING×WARNING/鋼兵 「極」歌詞提供
- BLOOD名義アルバム「JUDGE」をウェーブマスターより全国発売
- Whoop!e whoop!eの楽曲プロデュースを本格的に開始
- 16年ぶりにソロアルバム「WILD SPLASH!」リリース

2015年
- デビュー20周年。
- アルバム 「EMBLEMS」・「HALATION」、5月に行われた20周年記念ワンマンLIVE DVD「THANK YOU!!!」をリリース。

2016年
- Brilliant Kingdom　アルバム「Brilliant Kingdom episode-1 Angel 」に3曲提供

2017年
- 梶芽衣子 シングル「凛」プロデュース

2018年
- 梶芽衣子 アルバム「追憶」プロデュース[1]
- 杉山清貴 35周年アルバム「MY SONG MY SOUL」に2曲提供
- HIRO（La'cryma Christi）2ndソロアルバム「Midnight Sun」に歌詞提供（3曲）
- 崎山つばさ1stアルバム「UTOPIA」に1曲提供

2019年
- 伊藤美裕 1stアルバム「AWAKE」に歌詞提供（1曲）

2020年
- 伊藤あゆみち　1stアルバム「ぎ。」に3曲提供
- 杉山清貴 アルバム「Rainbow Planet」に楽曲（2曲）歌詞（1曲）提供

2023年
- 杉山清貴ベスト・アルバム「ALL TIME BEST」に提供楽曲「そして…夏の雨に」が収録

2024年
- 梶芽衣子 アルバム「7セッテ」プロデュース

2025年
- 梶芽衣子 アルバム「7セッテロッソ」サウンドプロデュース

## バンド・ユニット歴
- DEAL
- CRAZE
- BLOOD
- RATS
- THE NAMELESS BEAUTY MIND
- CHAIN OF THE PAIN
- LOVEFIXER
- BADBLOOD PROJECT
- Ash Wednesday
- BLOOD&CAHIN
- S.I.N
- BLOOD feat.SHINICHIRO SUZUKI

## ディスコグラフィ

### CD.DVD
| 発売日     | タイトル                                   | 名義                          | 内容                                     |
| ---------- | ------------------------------------------ | ----------------------------- | ---------------------------------------- |
| 1995/11/22 | STAY FREE                                  | 法城慎一郎                    | シングル                                 |
| 1995/12/02 | TOMORROW STAY FREE                         | 法城慎一郎                    | アルバム                                 |
| 1996/02/21 | OH! MY LADY                                | 法城慎一郎                    | シングル                                 |
| 1996/08/21 | 風                                         | 法城慎一郎                    | シングル                                 |
| 1996/10/02 | BRAND NEW DAY                              | 法城慎一郎                    | アルバム                                 |
| 1997/04/09 | MY LOVE                                    | 法城慎一郎                    | シングル                                 |
| 1998/10/10 | All For Dream                              | DEAL                          | ミニアルバム                             |
| 2000/05/17 | ZtsG〜code_number_7043〜                   | CRAZE                         | アルバム                                 |
| 2002/01/23 | LOST                                       | BLOOD                         | マキシシングル                           |
| 2002/06/21 | NOISES                                     | BLOOD                         | アルバム                                 |
| 2003/03/01 | Blood                                      | BLOOD                         | マキシシングル                           |
| 2003/04/02 | NO GIMMICK                                 | BLOOD                         | アルバム                                 |
| 2003/06/30 | BLOOD Junky TV BOX                         | BLOOD                         | LIVE DVD                                 |
| 2004/03/09 | CRACK!                                     | BLOOD                         | アルバム                                 |
| 2004/06/07 | TRAITOR                                    | RATS                          | マキシシングル                           |
| 2004/06/07 | Dirty high                                 | RATS                          | DVD                                      |
| 2004/09/01 | DO IT YOURSELF!                            | BLOOD                         | 2枚組アルバム                            |
| 2004/12/24 | waisted garage                             | BLOOD                         | アルバム ベスト ROCK LIVE DVD            |
| 2005/03/02 | waisted garageⅡ                            | BLOOD                         | アルバム DVD PHOTO CD                    |
| 2005/06/30 | waisted garageⅢ                            | BLOOD                         | アルバム+LIVE TRACKS LIVE DVD PHOTO CD   |
| 2005/10/28 | CROSS OF GLORY                             | BLOOD                         | 2枚組アルバム                            |
| 2006/05/06 | waisted garage final                       | BLOOD                         | LIVE DVD+LIVE PHOTO アンプラグドアルバム |
| 2006/09/11 | REVENGE GIGS 618                           | BLOOD                         | LIVE DVD+PHOTO                           |
| 2007/01/31 | Night & Burst                              | BLOOD                         | アルバム LIVE DVD                        |
| 2007/03/31 | GLOW OR DIE                                | BLOOD                         | ベスト・アルバム アルバム                |
| 2007/06/20 | LIVE UNDER THE CRIME                       | THE NAMELESS BEAUTY MIND      | LIVE CD                                  |
| 2007/06/20 | LIVE UNDER THE CRIME                       | THE NAMELESS BEAUTY MIND      | LIVE DVD                                 |
| 2007/12/25 | UNDER THE SUN 1                            | BLOOD                         | LIVE DVD+LIVE PHOTO LIVE CD              |
| 2007/12/25 | UNDER THE SUN 2                            | BLOOD                         | LIVE DVD+LIVE PHOTO LIVE CD              |
| 2008/03/29 | BLOOD FRAGRANCE 1                          | BLOOD                         | ベスト・アルバム                         |
| 2008/03/29 | BLOOD FRAGRANCE 2                          | BLOOD                         | ベスト・アルバム                         |
| 2008/05/15 | ROAD RAGE                                  | CHAIN OF THE PAIN             | アルバム                                 |
| 2008/06/25 | ROAD RAGEⅡ                                 | CHAIN OF THE PAIN             | アルバム                                 |
| 2008/09/27 | THE LIVE 0876                              | CHAIN OF THE PAIN             | LIVE DVD                                 |
| 2008/08/27 | 夜光/CRYSTAL RAIN                          | LOVEFIXER                     | シングル（初回盤+DVD）                   |
| 2008/12/01 | DELIGHT                                    | BADBLOOD PROJECT              | アルバム                                 |
| 2009/03/04 | DELIGHT（流通盤）                          | BADBLOOD PROJECT              | アルバム                                 |
| 2009/03/04 | マリアの憂鬱                               | BADBLOOD PROJECT              | シングル 通常盤3曲 初回盤2曲+DVD         |
| 2009/03/10 | DELIGHT FOR YOU vo1                        | CHAIN OF THE PAIN             | LIVE DVD                                 |
| 2009/03/10 | DELIGHT FOR YOU vo2                        | BADBLOOD PROJECT              | LIVE DVD                                 |
| 2009/08/22 | VERSUS                                     | CHAIN OF THE PAIN             | アルバム                                 |
| 2009/10/17 | LIVE VERSUS                                | CHAIN OF THE PAIN             | LIVE CD                                  |
| 2009/12/23 | BREEZE                                     | CHAIN OF THE PAIN             | LIVE DVD                                 |
| 2009/12/23 | BLACK STAR                                 | Ash Wednesday                 | アルバム                                 |
| 2010/03/27 | VOLTAGE～BURN MY SPIRIT                    | BLOOD&CHAIN                   | アルバム LIVE DVD                        |
| 2010/05/08 | PRIDE～BURN MY SPIRIT                      | BLOOD&CAHIN                   | アルバム LIVE DVD                        |
| 2010/07/17 | AURORA                                     | BLOOD&CAHIN                   | アルバム                                 |
| 2010/11/13 | NEON                                       | BLOOD&CAHIN                   | アルバム                                 |
| 2011/03/12 | AURORA TOUR 2010                           | BLOOD&CAHIN                   | LIVE CD                                  |
| 2011/04/23 | 戦意                                       | BLOOD&CAHIN                   | アルバム                                 |
| 2011/08/27 | GLEAMS                                     | BLOOD&CAHIN                   | アルバム                                 |
| 2011/12/24 | 烈火闘争                                   | BLOOD&CAHIN                   | LIVE CD                                  |
| 2012/05/05 | HORIZON                                    | BLOOD&CAHIN                   | アルバム+ベスト・アルバム                |
| 2012/06/30 | LOVIN‘ YOU                                 | BLOOD&CAHIN                   | アルバム                                 |
| 2012/09/22 | 刀〜KATANA〜                               | BLOOD&CAHIN                   | アルバム+LIVE CD                         |
| 2012/12/22 | JUDGE                                      | BLOOD                         | アルバム（15曲）                         |
| 2013/01/26 | LIVE IS LIFE                               | BLOOD&CHAIN                   | LIVE DVD                                 |
| 2013/02/20 | JUDGE（流通盤）                            | BLOOD                         | アルバム（19曲）                         |
| 2013/03/30 | ID                                         | BLOOD&CHAIN                   | ベスト・アルバム                         |
| 2013/06/29 | LIVE ID                                    | BLOOD&CHAIN                   | LIVE DVD LIVE CD                         |
| 2013/09/28 | WILD SPLASH!                               | S.I.N                         | アルバム                                 |
| 2013/12/21 | DEAD HEAT                                  | BADBLOOD PROJECT              | アルバム                                 |
| 2014/03/29 | 19th ANNIVERSARY SPECIAL LIVE in SACT 2014 | BLOOD feat.SHINICHIRO SUZUKI  | LIVE DVD                                 |
| 2014/05/31 | BORN                                       | BLOOD feat.SHINICHIRO SUZUKI  | アルバム                                 |
| 2014/10/25 | YELL                                       | BLOOD feat.SHINICHIRO SUZUKI  | アルバム LIVE CD                         |
| 2014/12/29 | 反抗                                       | BLOOD feat.SHINICHIRO SUZUKI  | アルバム＋LIVE CD                        |
| 2015/07/04 | EMBLEMS                                    | BLOOD feat.SHINICHIRO SUZUKI  | アルバム                                 |
| 2015/10/31 | THANK YOU!!!                               | BLOOD feat.SHINICHIRO SUZUKI  | LIVE DVD                                 |
| 2015/12/27 | HALATION                                   | BLOOD feat.SHINICHIRO SUZUKI  | アルバム                                 |
| 2016/07/30 | DESTINY                                    | BLOOD feat.SHINICHIRO SUZUKI  | アルバム                                 |
| 2016/11/12 | S FLAVOR                                   | BLOOD feat.SHINICHIRO SUZUKI  | セルフカバー・ベストアルバム             |
| 2017/04/29 | BLOWBEAT                                   | BLOOD feat.SHINICHIRO SUZUKI  | アルバム LIVE CD                         |
| 2017/07/14 | STARLIT SKY                                | BLOOD feat.SHINICHIRO SUZUKI  | LIVE会場限定アルバム                     |
| 2017/08/27 | GLOWING WILL                               | BLOOD feat.SHINICHIRO SUZUKI  | アルバム                                 |
| 2017/12/30 | BLOOD GIGS 7.14                            | BLOOD feat.SHINICHIRO SUZUKI  | LIVE DVD                                 |
| 2018/03/31 | S FLAVOR 2                                 | BLOOD feat.SHINICHIRO SUZUKI  | セルフカバー・ベスト・アルバム           |
| 2018/07/07 | BLOOD in phase 2018                        | BLOOD feat.SHINICHIRO SUZUKI  | LIVE CD                                  |
| 2018/09/29 | IGNITTION                                  | BLOOD feat.SHINICHIRO SUZUKI  | アルバム                                 |
| 2018/11/24 | S BALLAD S                                 | BLOOD feat.SHINICHIRO SUZUKI  | セルフカバー・ベスト・アルバム           |
| 2019/03/31 | LIVE 1230                                  | shinichiro suzuki luxury band | LIVE CD                                  |
| 2019/08/10 | I'M A ROCKER                               | BLOOD feat.SHINICHIRO SUZUKI  | アルバム                                 |
| 2019/12/21 | 漢                                         | BLOOD feat.SHINICHIRO SUZUKI  | アルバム                                 |
| 2019/12/29 | SPLASH luxury night songs                  | BLOOD feat.SHINICHIRO SUZUKI  | LIVE会場限定アルバム                     |
| 2020/02/29 | no luxury one-man 2019                     | shinichiro suzuki luxury band | LIVE CD                                  |
| 2020/06/27 | 25 DRIVE                                   | BLOOD feat.SHINICHIRO SUZUKI  | アルバム                                 |
| 2020/08/29 | thank you&good-by SHINJUKU SACT            | shinichiro suzuki luxury band | メルマガ限定 LIVE CD                     |
| 2020/10/31 | THE COMPLETE WASTED GARAGE MOVIES          | BLOOD                         | メルマガ限定 DVD                         |
| 2020/12/20 | THE COMPLETE WASTED GARAGE ROCKS           | BLOOD                         | メルマガ限定 アルバム                    |
| 2021/05/29 | BLOOD THE TRUTH                            | BLOOD feat.SHINICHIRO SUZUKI  | 2枚組アルバム                            |
| 2021/09/26 | BLOOD RESILIENCE                           | BLOOD feat.SHINICHIRO SUZUKI  | セルフカバー・ベスト・アルバム           |
| 2021/12/25 | BURN IT                                    | BLOOD feat.SHINICHIRO SUZUKI  | アルバム                                 |
| 2022/04/30 | 魂しかない夜                               | SHINICHIRO SUZUKI             | ライブCD                                 |
| 2022/08/27 | LIFE&ROCKS                                 | SHINICHIRO SUZUKI             | ライブCD                                 |
| 2022/10/29 | DEAR MY LOVERS                             | BLOOD feat.SHINICHIRO SUZUKI  | リハーサルDVD                            |
| 2022/12/24 | DEAR MY FRIENDS                            | BLOOD feat.SHINICHIRO SUZUKI  | LIVE DVD/ALBUM                           |
| 2023/03/25 | BULLETS                                    | BLOOD feat.SHINICHIRO SUZUKI  | ライブCD/ベスト・アルバム                |
| 2023/05/27 | WEEDS SPIRIT                               | BLOOD feat.SHINICHIRO SUZUKI  | メルマガ限定2枚組アルバム                |
| 2023/10/07 | ROCK'N'ROLL PARTY 2023                     | BLOOD DREAM TEAM              | ライブCD                                 |
| 2023/12/23 | the PERFECT                                | BLOOD feat.SHINICHIRO SUZUKI  | メルマガ限定2枚組アルバム                |
| 2024/03/30 | SONG FOR YOU                               | BLOOD DREAM TEAM              | ライブDVD/RADIO CD                       |
| 2024/06/09 | BACK TO THE ROOTS                          | shinichiro suzuki             | メルマガ限定2枚組アルバム                |
| 2024/09/28 | FIGHT BLOOD ROCK'N'ROLL                    | BLOOD feat.SHINICHIRO SUZUKI  | メルマガ限定2枚組LIVEアルバム            |
| 2024/12/21 | FEEL IT                                    | shinichiro suzuki             | メルマガ限定2枚組アルバム                |
| 2025/04/26 | DREAM OF YOU                               | BLOOD feat.SHINICHIRO SUZUKI  | メルマガ限定2枚組アルバム                |
| 2025/07/26 | INTENSE HEAT                               | shinichiro suzuki             | メルマガ限定2枚組アルバム                |

### その他作品
- NO GIMMICK RECORDS PRESENTS オムニバスアルバム 「WIND ON ROCKS VOLUME1」（2007/10/24）
- LUNA SEA MEMORIAL COVER ALBUM -Re:birth-（10曲目）「SHINE」/ Marty Friedman VS LEGEND feat.SHINICHIRO SUZUKI（2007/12/19）
- パチンコチェーン景品用CDアルバム「SEVEN POWER SONGS 〜OREUTA J-Rock Non-Stop Cover〜」/ N.O.-SYO feat.SIN（2009/04）
- 「俺歌〜Around30 J-Rock Non-Stop Cover〜」/ N.O.-SYO feat.SIN（2009/06/24）
- The Buddy（藤崎賢一）& BLOOD&CHAIN（鈴木慎一郎）SPLIT MAXIMUM SINGLE 「Radiation of Heat」（2010/01/25）

### タイアップ
| 風               | テレビ東京「TVチャンピオン」エンディングテーマ                                                           |
| Days             | 近畿大学TV-CFイメージソング                                                                              |
| 明日を握りしめて | 専門学校吉田学園CMソング                                                                                 |
| MY LOVE          | 花王サクセスCMイメージソング フジテレビ「愛に恋」オープニングテーマ                                      |
| DEAR MY FRIEND   | TBS「24ピース」エンディングテーマ                                                                        |
| 夜光             | 映画「トワイライトシンドローム デッドクルーズ」主題歌 日本テレビ「秘密のケンミンSHOW」エンディングテーマ |
| CRYSTAL RAIN     | ニンテンドーDS「トワイライトシンドローム 禁じられた都市伝説」オープニングテーマ                          |
| TRUST            | DVD映画「ドリフト6」主題歌                                                                               |

## プロデュース

### 梶芽衣子
- シングル
  - 凛 （2017/03/22）
- アルバム
  - 追憶（2018/3/4）
- アルバム
  - 7セッテ（2024/3/24 アナログレコード発売　2024/2/14 オンライン配信）

### 松田樹利亜
- シングル
  - SPIRIT （2002/06/26）
  - 欠落（2002/10/23）
  - 僕のカケラ （2003/10/01）
  - TILL THE END OF RUN （2006/12/13）
- アルバム
  - DIVE （2001/11/21）
  - VIBRATE （2002/11/27）
  - Liberal Minds （2003/06/20）
  - 10°〜ジュール〜 （2003/12/03）
  - BE ROCK! （2004/07/07）
  - SWEET FORCE （2004/09/01）
  - Another I （2005/11/09）
  - Real Glitter （2005/11/30）
  - Re: （アールイー） （2007/02/07）
  - xxx in VOGUE （2007/12/19）
  - BLOW-UP （2008/09/24）
  - Fifteen Carat （2008/12/17）
  - GOLD （2009/10/21）
  - 10 VISIONS （2010/12/08）
  - ACTIVITY （2011/08/31）
  - 一華 （2012/01/25）
  - REVIVE （2014/09/17）

### Whoop!e whoop!e project
- シングル
  - Jin ☆ Jin（2013/05/25・全国流通盤 2013/07/05）: Whoop!e whoop!e
  - サンバ大作戦!〜無邪気なシュガーパイ〜（2013/11/02）: Whoop!e whoop!e
  - スカッ!とモーション（2014/04/19）: Whoop!e whoop!e
  - iT's ALL RIGHT!!!（2014/05/25）: Whoop!e whoop!e
  - 恋のエントランス / うぴんちゅ☆スペーシー（2014/12/26）: Whoop!e whoop!e
  - 願いの扉（2017/05/20・全国流通盤 2017/06/23）: Anji Airi

## 楽曲提供
- MARTY FRIEDMAN feat. ANDREW W.K. シングル 「牙」 作詞：鈴木慎一郎（2010/1/27）
- BURNING×WARNING/鋼兵  「極」　作詞：鈴木慎一郎（2013/1/23）
- Brilliant Kingdomアルバム「Brilliant Kingdom episode-1 Angel 」より
  - 4. Fallen Angel〜堕天の誓約〜　5. 愛知らぬ我が乙女よ　7. 水底天使
  - 作曲・編曲：鈴木慎一郎（2016/6/22）
- 杉山清貴　アルバム「MY SONG MY SOUL」より
  - 7．そして…夏の雨に　9．LITTLE LIGHT　作詞・作曲：鈴木慎一郎（2018/5/16）
- HIRO( La'cryma Christi)　2ndソロアルバム「Midnight Sun」より
  - 2. 我　7. 残り香　10. 遥か...　作詞：鈴木慎一郎（2018/08/15）
- 崎山つばさ　1stアルバム「UTOPIA」より
  - 6. この「薄情」天空に投げて　作詞・作曲：鈴木慎一郎（2018/12/19）
- 伊藤美裕　1stアルバム「AWAKE」より
  - 4．アタラシイワタシ　作詞：鈴木慎一郎（2019/07/24）
- 伊藤あゆみち　1stアルバム「ぎ。」より
  - 1.どうしたの?何かあったの?元気ないみたい　2.卵焼きラプソディ　3.ワタシノセカイ 　作詞・作曲：鈴木慎一郎（2020/01/08）
- 杉山清貴　アルバム「Rainbow Planet」より
  - 2.二人の色彩　5.暗闇を照らす微笑み　作詞・作曲：鈴木慎一郎
  - 7.Fall in you 作詞：鈴木慎一郎，manzo（2020/05/13）
- 梶芽衣子　アルバム「7 rosso(セッテロッソ）」より
  - き・せ・つ　作詞・作曲：鈴木慎一郎（2025/03/26）

## 出演

### ラジオ
- 文化放送
  - 「路上からのメッセージ」 （1995年10月 - 1997年3月）
  - 「LIPS FACTORY」 （1997年4月 - 1998年3月）
  - 「ジェネレーション ブロービート」（1998年4月 - 1999年3月）

### テレビ
- 東海テレビ
  - 「ON・ON・ON」（1996年 - 1997年3月）